# Густаво Дуран
Густаво Дуран Мартинес (на испански: Gustavo Durán Martínez) е испански композитор, подполковник в испанската армия, дипломат и служител на ООН.

## Биография
Роден е в Барселона през 1906 г. Премества се със семейството си в Мадрид на четиригодишна възраст и учи музика. По време на обучението си по пиано се сприятелява с Федерико Гарсия Лорка, Салвадор Дали, Луис Бунюел, Рафаел Алберти и други. През 1927 г. композира балет Fandango del Candil за испанската танцьорка Антония Мерсе и я придружава на европейско турне. През 1929 г. се премества в Париж, където учи при Пол Льо Флем и служи до 1934 г. като управител и секретар на испанския художник Нестор. През 1933 г. става служител на испанската секция на Paramount Pictures и продължава да изпълнява тази роля, след като се завръща в Мадрид във Fono-Espana, Inc., където дублира и озвучава филми за латиноамериканския пазар. Преди войната е водеща фигура в Motorizada, моторизираната секция на социалистическото младежко движение, свързана с Индалесио Прието.

### Испанска гражданска война
Дуран служи в армията на Испанската република от 18 юли 1936 г. до края на войната. През 1936 г. е началник на щаба на Клебер. По-късно се присъединява към Комунистическа партия на Испания. След това е републикански командир на смесена бригада във Втората битка на пътя Коруня през ноември 1936 г. и в офанзивата в Сеговия и битката при Брунете, където ръководи 69-та дивизия. Дуран покрива отстъплението на републиканските сили в Маестрасго по време на Арагонската офанзива и е един от републиканските командири в защитата на линията XYZ през 1938 г. Той също така служи за кратко в Servicio de Investigación Militar, като началник на отдела за армията на Центъра. През март 1939 г., когато войските на Франко достигат Валенсия, Дуран бяга от Гандия на борда на британски разрушител за Марсилия и от там в Лондон.

### Изгнание
През май 1940 г. Дуран емигрира в Ню Йорк, където е нает от Службата на координатора на междуамериканските въпроси, за да работи в Музея за модерно изкуство. Оттам се премества в музикалния отдел на Панамериканския съюз, Вашингтон. През 1942 г. получава американско гражданство и е прехвърлен в посолството в Хавана по препоръка на стария си приятел Ърнест Хемингуей, който го прави герой в романа си За кого бие камбаната. През май 1945 г. заминава за Буенос Айрес, където служи като помощник на посланика Спруиле Брейдън. Разследван е от ФБР, поради предполагаемото му участие в така наречената измама с тунела на Юзера, но връзката му не е установена.

### Служител на ООН
През октомври 1946 г., след като се издига до позицията на специален асистент на помощник-държавния секретар, Дуран подава оставка от Държавния департамент и влиза в Обединените нации, където служи в социалния отдел на отдела за бежанците. Същата година той е обвинен от американския представител Дж. Парнел Томас, че е агент на съветските служби и член на Коминтерна. През 1951 г. сенатор Джоузеф Маккарти, като се позовава на доклад, написан за испанското фалангистко списание Arriba (Мадрид), го заклеймява като комунист и член на доминираното от комунистите военно разузнаване SIM. Като служител на ООН помага за стартирането на ЮНЕСКО, CEPAL и е изпратен в Република Конго през 1960 г. Умира в Атина през 1969 г. и е погребан в Ретимно на Крит.

### Семейство
Дуран се жени за Бонте Ромили Кромптън в Тотнес, Девън на 4 декември 1939 г. Бонте (15 май 1914 – 6 януари 2002) е най-голямата дъщеря на Дейвид Хенри Кромптън и Лилиан Макдоналд Шеридан. Тя е правнучка на Джон Ромили, 1-ви барон Ромили.
Дуран и Бонте са родители на Чели Дуран Райън, автор на детски книги, Люси Дуран, етномузиколог и Джейн Дуран, поетеса.